# Claude Hettier de Boislambert
Claude André Charles Antoine Marie Hettier de Boislambert (26. července 1906 v Hérouvillette - 22. února 1986 v Paříži) byl francouzský odbojář a společník Charlese de Gaulla. V letech 1946-1951 byl rovněž guvernérem a státním komisařem Porýní-Falce.

## Životopis
Claude Hettier de Boislambert se narodil 26. července 1906 v Hérouvillette, vesnici nedaleko Ranville v departementu Calvados. Jeho rodina původně pocházela z Caen. Nejprve studoval politologii na École libre des sciences politiques v Paříži, poté se stal novinářem. V letech 1926-1939 podnikl různé cesty do střední Afriky, Skandinávie, střední Evropy a na Blízký východ, kde se věnoval převážně lovu. V Sainte-Marie-du-Mont  vedl venkovské panství až do roku 1939, kdy byl během mobilizace povýšen do hodnosti poručíka jezdectva.
Po vypuknutí druhé světové války odjel v roce 1940 do Londýna, kde ho generál Charles de Gaulle jmenoval styčným důstojníkem v severní Africe. V srpnu 1940 se Hettier de Boislambert spolu s generálmajorem Leclercem a René Plevenem zúčastnil mise ke sjednocení sil francouzského odboje ve francouzských koloniích Kamerunu a Francouzské rovníkové Africe. Když se kolonie připojily ke Svobodné Francii, převzal velení v Pointe-Noire. Po neúspěchu operace Menace, před níž se Hettier de Boislambert pokusil navázat kontakty s potenciálními podporovateli, byl 30. září 1940 zatčen v Dakaru a několik týdnů vyslýchán zástupci vichistických úřadů. Poté byl převezen do Francie, kde strávil devět měsíců ve věznicích v Marseille, Clermont-Ferrand a Granatu, kde byl nakonec postaven před vojenský tribunál, který ho 13. června 1941 odsoudil k trestu smrti. Pétainova vláda zmírnila trest na doživotí. Hettier de Boislambert si odpykával trest nejprve v Saint-Etienne, poté v Gannat. V prosinci 1942 uprchl z pracovního tábora a po dvou měsících v ilegalitě se vrátil do de Gaulleových služeb.
V lednu 1943 de Boislambert doprovázel de Gaulla na konferenci v Casablance. Poté vedl různé mise v Africe. Následně se zúčastnil francouzské vojenské mise administrative liaison (MMLA), jejímž cílem bylo mj. obnovit vnitřní bezpečnost, zdravotní péči a komunikaci s civilním obyvatelstvem během invaze spojeneckých vojsk. V této funkci pracoval v osvobozených městech Caen, Saint-Lô a Rennes, kde byl 2. srpna 1944 zraněn. Na konci roku 1944 se zúčastnil pařížského poradního shromáždění Assemblée, prozatímní rady založené de Gaullem v předchozím roce v Alžíru.
Protože Hettier de Boislambert ovládal německý jazyk, jmenoval ho de Gaulle dne 1. prosince 1945 guvernérem bývalých pruských správních okresů Trevír a Koblenz, z nichž 3. ledna 1946 vzniklo Oberpräsidium Porýní-Hesensko-Nassau.
Hettier de Boislambert se usadil na zámku Bassenheim. Několik dní po vytvoření spolkové země Porýní-Falc byl jmenován jejím guvernérem. Díky tomu se stal nejvyšším představitelem francouzských okupačních sil v zemi. V této roli mimo jiné reguloval denacifikaci a prosazoval kandidaturu Trevíru na sídlo univerzity. V roce 1946 schválil založení Křesťanskodemokratické strany (CDP), která se v následujícím roce sloučila s CDU a vytvořila společnou zastřešující organizaci FDP. Dne 8. října 1948 se francouzský ministr zahraničí Robert Schuman setkal s Konradem Adenauerem, tehdejším předsedou CDU a později německým kancléřem, ve své rezidenci v Bassenheimu. Schůzka, která se týkala především statusu Sárska, je považována za výchozí bod pro usmíření mezi Francií a Německem. Zpočátku zůstalo utajena a stala se známou až v roce 1965, kdy Adenauer vydal své Paměti.
Ačkoli Hettier de Boislambert podporoval vznik demokratických stran, prohlásil, že sám demokratem není. Měl pověst autoritářského krále Porýní-Falce, ale hájil zájmy země a kritizoval zneužívání francouzské okupace. Poté, co v roce 1949 vstoupil v platnost okupační statut, se jeho pozice změnila na funkci státního komisaře a nadále zastupoval Francii v Porýní-Falci. V dubnu 1951 ho André François-Poncet, francouzský vysoký komisař pro Německo, odvolal z funkce.
Od 17. června 1951 do 1. prosince 1955 byl Hettier de Boislambert členem Národního shromáždění, kde zastupoval stranu Rassemblement du Peuple Français, kterou v roce 1947 založil de Gaulle. Tam byl členem Výboru pro zahraniční věci a Komise pro zámořská území. V roce 1954 sloužil na misi OSN. Od roku 1960 pracoval v diplomatických službách, nejprve v Malijské federaci a po jejím rozpadu jako francouzský velvyslanec v Senegalu, kterou zastával až do roku 1962. Poté působil jako člen městské rady v Sainte-Marie-du-Mont.